# مارتن سترلبا
مارتن سترلبا مواليد 22 مارس 1967، هو لاعب كرة مضرب تشيكي سابق وكان يلعب باليد اليمنى. أعلى تصنيف له في الفردي كان المركز الـ 53 في سنة 1990.

## النهائيات

### الفردي: (1)
| الرقم | السنة | الدورة        | الأرضية | المنافس في النهائي | النتيجة في النهائي |
| ----- | ----- | ------------- | ------- | ------------------ | ------------------ |
| 1.    | 1992  | فورث، ألمانيا | ترابية  | راؤول فيفير        | 6–1, 6–2           |

### الزوجي: (1)
| الرقم | السنة | الدورة       | الأرضية | الشريك             | المنافس في النهائي            | النتيجة في النهائي |
| ----- | ----- | ------------ | ------- | ------------------ | ----------------------------- | ------------------ |
| 1.    | 1991  | جنيف، سويسرا | ترابية  | فلاديمير جابريشيدز | روبرتو أرغيو كريستيان مينيوسي | 1–6, 6–3, 6–4      |

## روابط خارجية
- مارتن سترلبا على موقع رابطة محترفي التنس (الإنجليزية)
- مارتن سترلبا على موقع الاتحاد الدولي لكرة المضرب (الإنجليزية)
- مارتن سترلبا على موقع خلاصة التنس.كوم (الإنجليزية)